# Smilax synandra
Smilax synandra är en enhjärtbladig växtart som beskrevs av François Gagnepain. Smilax synandra ingår i släktet Smilax och familjen Smilacaceae. Inga underarter finns listade.